# 豊山昌彦
豊山 昌彦（とよやま まさひこ、1976年8月18日 - ）は、日本の元ラグビー選手。

## プロフィール
- 大阪府出身[1]。
- 現役時代のポジションはプロップ(PR)。
- 身長 178cm、体重 107kg
- 日本代表キャップは24。
- 日本Ａ代表に選ばれたことがある[2]。

## 来歴
1995年、江の川高校卒業後、大阪体育大学に入る。
1999年、大阪体育大学卒業後、トヨタ自動車ヴェルブリッツに加入。
2003年、ラグビーワールドカップ2003の日本代表に選ばれる。
2008年、現役を引退した。
2013年、トヨタ自動車ヴェルブリッツのコーチに就任し、2シーズン務めた。